# Mollard-Clary Palota
A Mollard-Clary palota Bécs egyik barokk palotája, amely a Herrengasse 9. szám alatt, az első kerületben, a belvárosban található.
A palota 1696 és 1698 között, Mollard birodalmi gróf megbízásában épült. 1760-ban Franz Wenzeltől  Clary-Aldringen gróf vette meg. 2005 óta a restaurált épületet az Osztrák Nemzeti Könyvtár (Österreichische Nationalbibliothek) használja. Itt található a Földgömbmúzeum, a Zenegyűjtemény, valamint a Mesterséges nyelvek gyűjteménye és Eszperantómúzeum.

## Külső hivatkozások
- Mesterséges nyelvek gyűjteménye és Eszperantómúzeum
- Musiksammlung der Österreichischen Nationalbibliothek
- Esperantomuseum und Sammlung für Plansprachen
- Globenmuseum
- Planet Vienna | Palais Mollard-Clary